# Jornalismo analítico
Jornalismo analítico é um campo do jornalismo que busca dar sentido à realidade complexa para criar compreensão pública. Ele combina aspectos do jornalismo investigativo e reportagem explicativa. O jornalismo analítico pode ser visto como uma resposta à comunicação profissionalizada de agentes poderosos, sobrecarga de informações e crescente complexidade em um mundo globalizado. Visa criar interpretações da realidade baseadas em provas, confrontando frequentemente formas dominantes de compreender um fenómeno específico.
É distintivo em termos de práticas de investigação e produto jornalístico. Às vezes, utiliza métodos de pesquisa em ciências sociais.  O jornalista ganha conhecimentos sobre um tema específico, para identificar um fenómeno que não é facilmente óbvio. Na melhor das hipóteses, o jornalismo investigativo é profundamente analítico, mas sua intenção é principalmente expor. O objetivo principal do jornalismo analítico é explicar. Ele contextualiza seu assunto descrevendo antecedentes, detalhes históricos e dados estatísticos. O objetivo é uma explicação abrangente que modela a percepção do público sobre o fenômeno. O jornalismo analítico aspira coletar dados díspares e fazer conexões que não são imediatamente aparentes. Sua eficácia está frequentemente na análise entre os fatos, e não nos próprios fatos, e está criticamente envolvida com outros argumentos e explicações. Desta forma, os jornalistas analíticos tentam dar uma compreensão mais profunda de uma questão.

## O que os jornalistas analíticos usam
À medida que o jornalismo analítico tenta transcender o noticiário regular — que principalmente retransmite fatos — os jornalistas analíticos devem usar métodos críticos que os ajudem a apresentar as informações de uma forma que as distinga de notícias simples baseadas em eventos. O jornalismo analítico frequentemente aplica o método científico de teste e reteste de hipóteses contra a evidência. As suposições são testadas sistematicamente por meio da verificação, afirmação e alteração de hipóteses.
Jornalistas analíticos tentam construir novos enquadramentos ou ângulos que reconfigurem a compreensão. Eles ajudam a trazer o contexto para o primeiro plano e "...tornando-o assim disponível para conversas e noções coletivas."
A legitimidade da voz do autor é criada pelo conjunto coerente de fatos e evidências.

## Definições adicionais
De acordo com Adam e Clark, jornalistas analíticos devem recuperar e adaptar metodologias de outras disciplinas para ampliar o jornalismo de forma que incorpore conhecimentos e métodos gerados por historiadores, cientistas sociais, antropólogos e críticos.
O Instituto de Jornalismo Analítico emprega uma definição bastante geral e a posiciona dentro de uma abordagem crítica: "pensamento crítico e análise usando uma variedade de ferramentas intelectuais e métodos para compreender múltiplos fenômenos e comunicar os resultados dessas percepções a múltiplos públicos em uma variedade de maneiras."
Uma definição mais pragmática, sugerida por Johnson, aponta as variáveis necessárias do pensamento analítico: "Enquadre a pergunta apropriada, encontre e recupere dados apropriados, use ferramentas analíticas apropriadas, mostre o que você sabe com a mídia apropriada para a história." De Burgh compara o jornalismo analítico com o relato de notícias: "O relato de notícias é descritivo e os repórteres são admirados quando descrevem de maneira precisa, explicativa, vívida ou comovente, independentemente do meio. O jornalismo analítico, por outro lado, busca pegar os dados disponíveis e reconfigurá-los, ajudando-nos a questionar a situação ou a ver de outra forma. ” Portanto, De Burgh vê o papel dos jornalistas analíticos da seguinte forma: "Os deveres do jornalista de hoje podem ser divididos aproximadamente em três funções básicas: Caçador-coletor de informações, Filtro e Explicador. Apenas em nosso papel de 'explicadores', de contadores de histórias, os jornalistas parecem ter uma posição razoavelmente segura. Para 'explicar', eles têm que mais do que 'relatar' ... o que um primeiro-ministro ou general tem a dizer. "

## Como o jornalismo analítico complementa outras formas de jornalismo

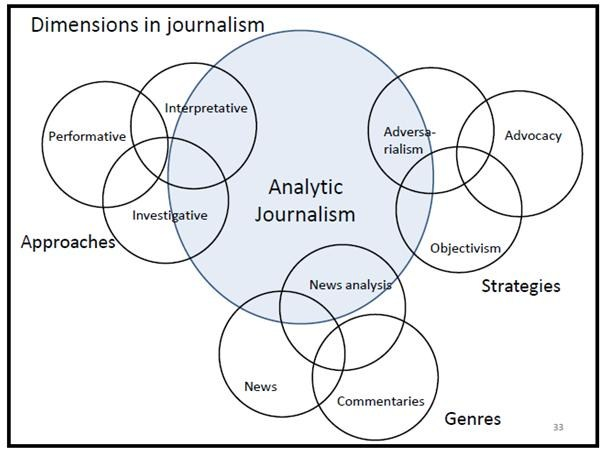
Dimensões no jornalismo

Enquanto o jornalismo investigativo visa expor, o jornalismo analítico visa explicar. Seguindo uma trilha de evidências, o jornalismo investigativo está mais inclinado a seguir uma parte culpada específica, enquanto o jornalismo analítico está mais inclinado a seguir essas evidências para ampliar a compreensão da questão ou fenômeno. O jornalismo analítico se concentra em criar significado a partir de informações que podem não estar ocultas, mas dispersas.
O jornalismo analítico incorpora diferentes abordagens, estratégias e gêneros jornalísticos. O gráfico abaixo ilustra as características únicas do jornalismo analítico. Ele ilustra como o jornalismo analítico se baseia em múltiplas, mas não em todas as disciplinas jornalísticas.